# Алеаторика
Алеато́рика (вероятно, из англ. aleatoric — случайный < лат. aleatorius — игорный < лат. aleator — игрок < лат. alea — игральная кость) — техника композиции в музыке XX—XXI веков, допускающая вариабельные отношения между элементами музыкальной ткани (в том числе нотного текста) и музыкальной формы и предполагающая неопределённость или случайную последовательность этих элементов при сочинении или исполнении произведения.
Как метод композиции алеаторика развилась в противовес строгому варианту сериальной музыки, в технике которой элементы во всех параметрах музыкальной композиции (гармония, ритм, форма, штрихи, динамика, тембр и так далее) были строго детерминированы теми или иными прекомпозиционными алгоритмами (формулами, моделями).

## История возникновения и развития

### Прецеденты
Элементы случайности в музицировании определённым образом были характерны для музыки разных эпох и направлений. Например, вариативным по своей сути является музыкальный фольклор, для которого фиксация музыкального материала вообще не свойственна. В европейской музыке Средневековья и Возрождения практиковались произвольная замена вокальных голосов на инструментальные и цифрованный бас, который позволял исполнителю произвольно подбирать расположение аккордов; в эпоху Просвещения — незафиксированные в нотной записи каденции солиста в инструментальных концертах. Предпосылкой к возникновению алеаторики была так называемая Musikalisches Würfelspiel (музыкальная игра в кости) — системы сочинения музыкальных композиций с помощью игральных костей и других способов, использующих элемент случайности. Применялись в качестве развлечения, педагогического упражнения. Сохранились сведения о том, что при помощи игральных костей музыка создавалась ещё в Древнем мире. В западноевропейской музыке самым ранним образцом такого способа композиции считается 17-я глава трактата «Микролог» (Micrologus, между 1025 и 1030) монаха-бенедиктинца Гвидо д’Ареццо (ок. 990 — ок. 1050). В ней описывается способ создания «силлабической мелодии на основе текста, заключающийся в произвольной перестановке тонов, закреплённых за латинскими гласными».

### Современное развитие
Алеаторический метод применил в 1952 году американский композитор Джон Кейдж. В произведении Music of Changes — «Музыка перемен» — он использовал различные элементы случайности и вариабельность в восприятии акустического пространства.
Основоположником алеаторики как метода композиции принято считать немецкого композитора Карлхайнца Штокхаузена. Его «Пьесу для фортепиано XI» (1957) во время концерта обычно исполняют несколько раз в разных вариантах. Графически партитура выглядит следующим образом: на большом нотном плакате (53×93 см) отпечатано 19 независимых друг от друга нотных групп различной продолжительности, которые композитор сопровождает комментариями для исполнителей. Музыкант должен выбрать любую из этих групп по желанию и исполнять её в любом темпе, в любой динамике и любой артикуляции, затем следуют другие группы, также выбираемые произвольно. Комментарии Штокхаузена являются настолько сложными и даже изощренными, что требуют от исполнителей долгого и напряжённого изучения.
В том же 1957 году, но несколькими месяцами позже, французский композитор Пьер Булез, используя алеаторический метод композиции, создал Третью фортепианную сонату и написал, как принято считать, важнейшую для теоретического обоснования алеаторики статью, зачитывая её затем на курсах композиции в Кранихштайне. В том же году эта статья была издана под названием «Алеа» в журнале «Новое французское обозрение» («Alea», «Nouvelle Revue Francaise»), а в следующем — в «Дармштадтском вестнике новой музыки» («Darmstadter Beitrage zur Neuen Musik»). После публикации статьи Булеза 1957 года за данной техникой композиции закрепился термин — алеаторика. В её начале он указывал: «Сегодня у многих композиторов нашего поколения постоянной заботой, если не сказать — идеей-фикс, является случай. Это — насколько мне известно — в первый раз, когда такое понятие входит в западную музыку, и факт несомненно заслуживает пристального изучения, поскольку мы имеем тут дело со слишком очевидной бифуркацией внутри композиторского замысла, чтобы его недооценивать или же безоговорочно отвергать».

## Классификация

### Полностью свободная алеаторика
Алеаторику по принципу её организации принято делить на две группы.
К первой относится так называемая абсолютная (вольная), ничем не ограниченная алеаторика.
Здесь осуществляются опыты и замыслы, построенные на использовании чистой случайности.
К этой же группе можно отнести и неорганизованную инструментальную импровизацию.

### Ограниченная алеаторика
В другой группе — музыкальные произведения, предполагающие использование алеаторики управляемой и контролируемой. Технику «ограниченной и контролируемой алеаторики» в конце 1950-х годов разработал польский композитор Витольд Лютославский. При этом различается два способа управления — алеаторика творческого процесса и алеаторика исполнительского и продукционного процесса. В большинстве случаев оба способа комбинируются.
Пример творческой алеаторики по Джону Кейджу: на чистый лист нанесено 4 пары пятилинейных нотоносцев так, что между ними есть расстояние, позволяющее использовать 9 верхних и 6 нижних дополнительных линеек. Ключ на нотоносце определяется произвольно (с помощью подбрасывания монеты). Примерно посередине для правой и левой руки нанесена линия для записи звуков, возникающих от ударов по внутренней и внешней стороне резонатора фортепиано и так далее.

## «Открытая форма» случайной музыки
Термин открытая форма иногда используется для «мобильной» или «поливалентной» музыкальных форм, где порядок частей или секций не определён или остаётся на усмотрение исполнителя. Роман Хаубеншток-Рамати опубликовал серию подобных «мобильных» форм, таких как Интерполяция (1958).
Однако термин «открытая форма» в музыке используется также в значении, данном искусствоведом Генрихом Вёльфлином (Renaissance und Barock, 1888) для композиции в основе своей неполной, представленной как незаконченное произведение, или выходящей за очерченные рамки. В этом смысле «мобильная форма» может быть как «открытой», так и «закрытой». Примером закрытой мобильной музыкальной композиции может служить произведение Zyklus (1959) Карлхайнца Штокхаузена. Произведение Терри Райли «In C» (1964) состоит из 53 коротких последовательностей; каждый из исполнителей ансамбля может повторять любую последовательность столько, сколько хочет перед началом следующей, делая каждое исполнение «In C» уникальным, хотя, поскольку общее направление является фиксированным, это — закрытая форма.

## Популярная музыка
Произвольность может также быть использована в популярной музыке, но широкая произвольность весьма отлична от алеаторики. Дуэт The Books (англ.) упоминает алеаторику в конце своей песни «Read, Eat, Sleep», повторяя семплы слова aleatoric, и затем в семпле «Оцифровывая грохот и шум транспорта, Джорджия могла сочинять алеаторическую музыку».